# رود پلوتنیکووا
رود پلوتنیکووا (روسی: Плотникова) یک رودخانه در سرزمین کامچاتکای کشور روسیه است.